# Edukacja muzealna

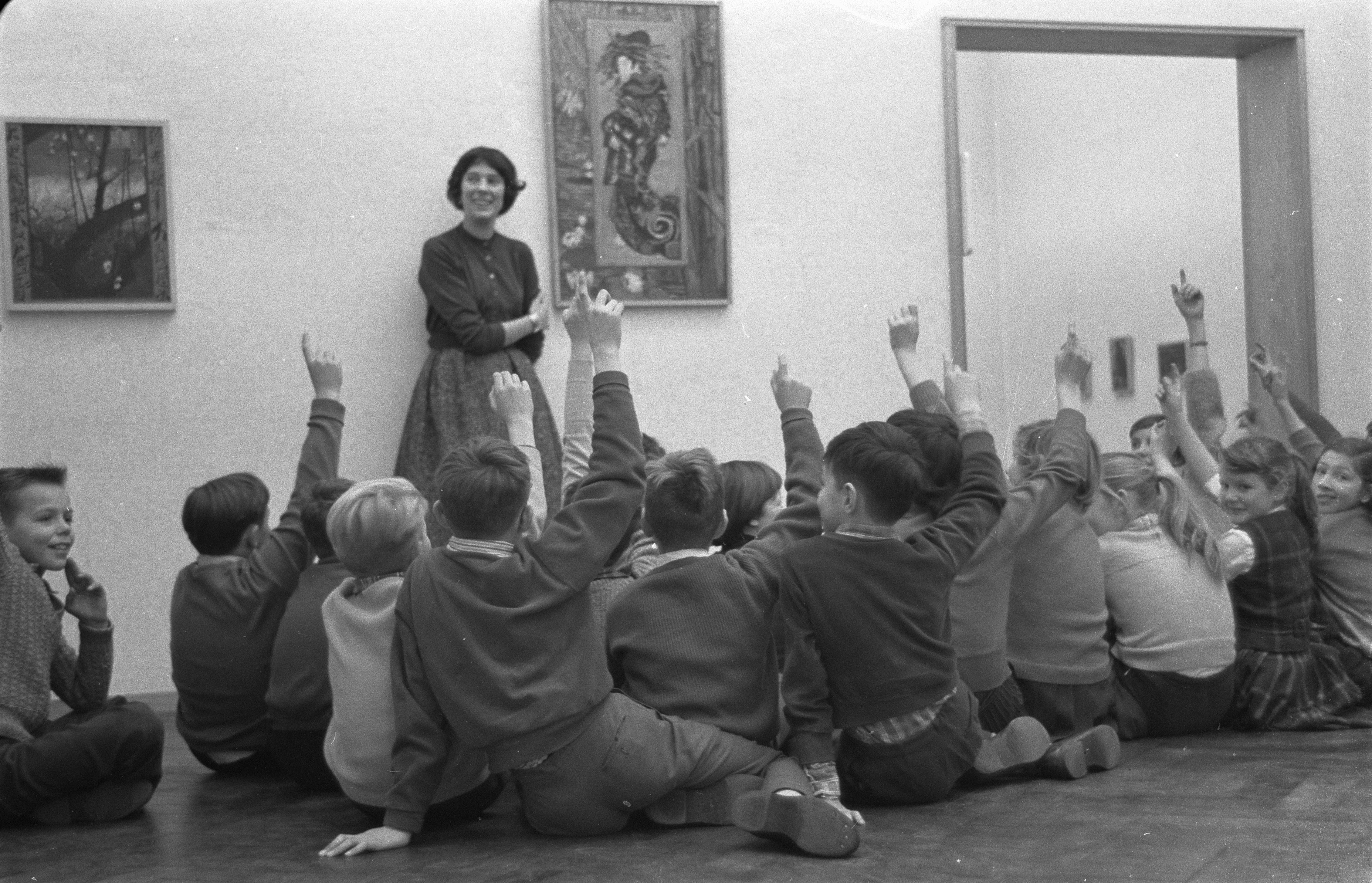
Dzieci uczestniczące w lekcji muzealnej w Muzeum Miejskim Amsterdamu, 1960 r.

Edukacja muzealna – jedna z trzech podstawowych funkcji muzeów, obok funkcji ochronnej i estetycznej. Edukacji muzealnej jako dyscyplinie naukowej w ramach muzeologii poświęcony jest periodyk naukowy – The Journal of Museum Education. Szczególnym przypadkiem edukacji muzealnej są muzea i parki edukacyjne (hands-on museum).

## Formy edukacji muzealnej
W ramach edukacji muzealnej oferowane są trzy rodzaje świadczeń, tj.:
- zajęcia muzealne, w tym:
  - rekonstrukcyjne lekcje żywej historii
  - teatralne lekcje muzealne (prowadzone przez profesjonalnych aktorów lub przez specjalnie przygotowanego przewodnika-edukatora)
- interaktywne wystawy edukacyjne,
- tradycyjna edukacja muzealna poprzez wykłady muzealników, usługi przewodnickie oraz publikacje i informatory.

## Polskie muzea oferujące lekcje muzealne lub wystawy edukacyjne
- Muzeum Śląskie w Katowicach (oferuje lekcje i warsztaty muzealne dla przedszkoli, szkół podstawowych i średnich, warsztaty rodzinne i dla seniorów, karty pracy i warsztaty do wykorzystania w muzeum i on-line)
- Muzeum Inżynierii Miejskiej w Krakowie (prowadzi stałą wystawę edukacyjną "Zabawy z Nauką")
- Muzeum w Zamku Królewskim na Wawelu (oferuje różnego typu lekcje muzealne dla szkół podstawowych oraz liceów)
- Muzeum Lotnictwa Polskiego w Krakowie (projekt edukacyjny "Przygody z wiedzą")
- Muzeum Historyczne Miasta Krakowa (oferuje specjalne lekcje muzealna prowadzone przez profesjonalnych aktorów)
- Muzeum Żup Krakowskich Wieliczka (oferuje interaktywne zajęcia dla rodzin, przedszkoli i szkół, zajęcia prowadzone są w obiektach wpisanych na Listę Światowego Dziedzictwa UNESCO – w ekspozycjach muzeum w kopalni soli i Zamku Żupnym)
- Muzeum Architektury we Wrocławiu (oferuje lekcje muzealne połączone z warsztatami dla szkół i przedszkoli, warsztaty rodzinne oraz wykłady)
- Muzeum Wsi Opolskiej w Opolu (oferuje lekcje i warsztaty muzealne dla przedszkoli, szkół podstawowych i ponadpodstawowych)
- Muzeum Pomorza Środkowego w Słupsku (oferuje lekcje muzealne, lekcje biblioteczne, warsztaty, wielkoformatowe gry edukacyjne, wykłady)
- Muzeum Pałacu Króla Jana III w Wilanowie (oferuje lekcje muzealne, warsztaty (w tym kaligrafii, tańca dawnego i kulinarne), wykłady dla grup i gości indywidualnych oraz lekcje on-line)